# ويندوز 10 موبايل
ويندوز 10 موبايل (بالإنجليزية: Windows 10 Mobile)‏ هو نظام تشغيل للهواتف الذكية من إنتاج شركة مايكروسوفت الأمريكية، صدرت النسخة الأولى والتجريبية في شهر فبراير من سنة 2015 وأصدر على عدة هواتف ذكية تعمل بنظام ويندوز فون 8.1 وصدرت النسخة النهائية في 20 نوفمبر 2015.
ويندوز 10 موبايل متكامل مع نظام ويندوز 10 (النسخة المكتبية) يضم متصفح ويب جديد وهو مايكروسوفت إيدج الذي بدأت شركة مايكروسوفت بتطويره مؤخرا.